# Bagger 288

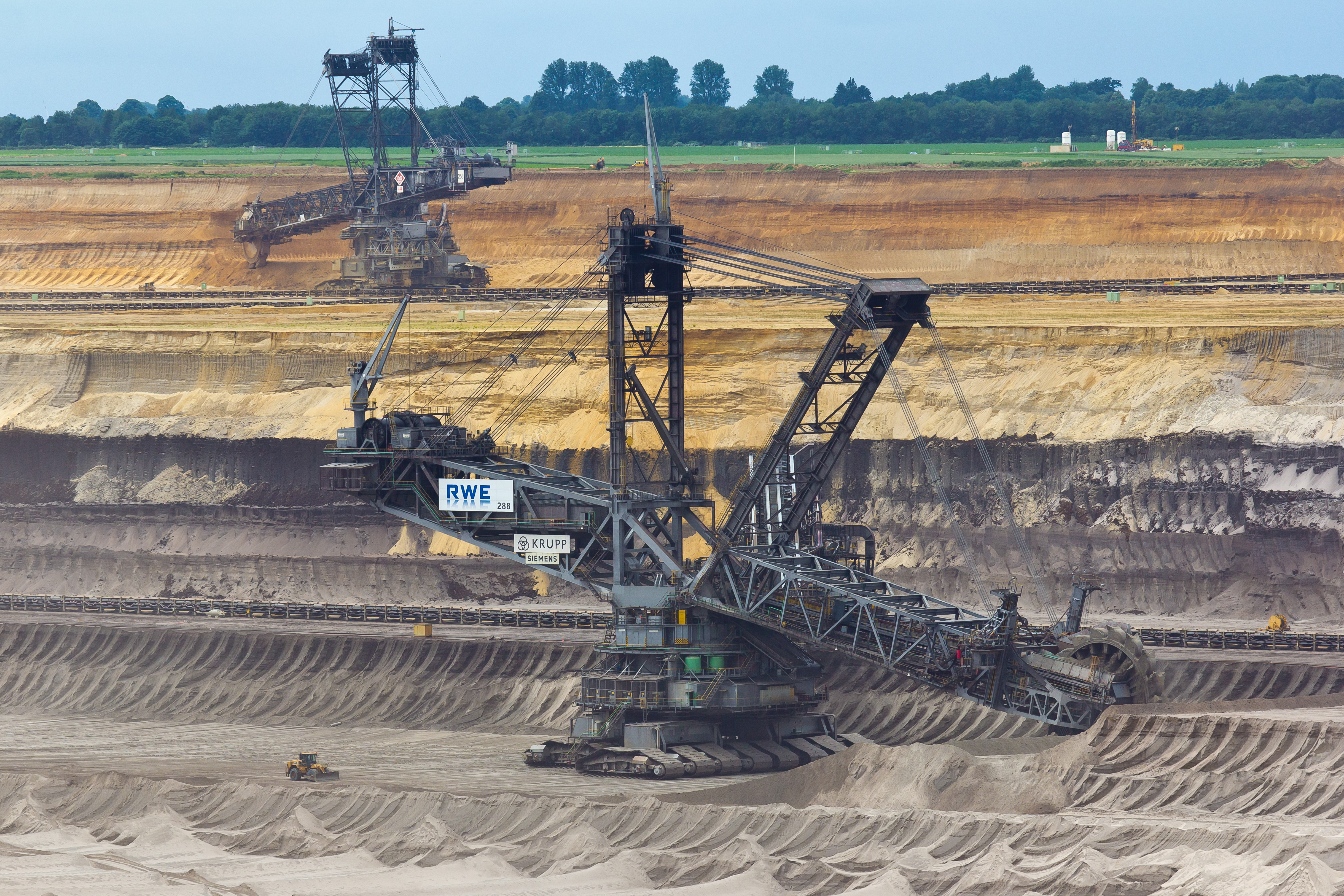
Bagger 288

La Bagger 288 ("excavadora 288" en alemán) es una excavadora construida por la compañía alemana Krupp para la minería. Es una excavadora de rueda dentada y una máquina móvil de minería a cielo abierto. Cuando se terminó su construcción en 1978, la Bagger 288 superó a la correa transportadora de la NASA que se utilizó para llevar el transbordador espacial y cohete Saturn V (construido por la fábrica de excavadoras Marion Power Shovel Company) como el vehículo más grande en el mundo, con 13 500 toneladas.

## Objetivo

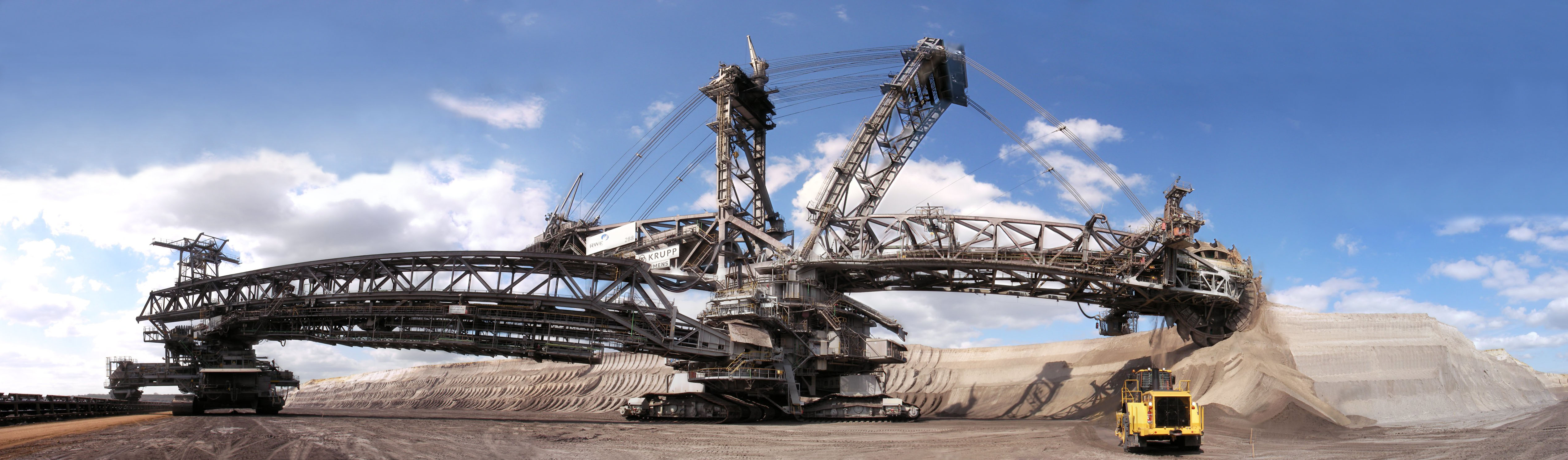
Bagger 288 en acción

La Bagger 288 fue construida para el trabajo de eliminación de escombros de la minería del carbón en la mina Hambach en Alemania. Puede excavar 240 000 t de carbón o 240 000 m³ de escombros al día; el equivalente a un campo de fútbol excavado hasta 30 metros de profundidad. El carbón producido en un día llena 2400 vagones de carbón. La excavadora es de hasta 220 metros (721 pies) de largo y aproximadamente 96 metros (315 pies) de alto. El funcionamiento de la Bagger 288 requiere 16,56 megavatios de electricidad suministrada externamente. Puede desplazarse de 2 a 10 metros (6,6 hasta 33 pies) por minuto (0,1 a 0,6 km/h). El chasis de la sección principal es de 46 metros (151 pies) de ancho y se asienta en tres filas de cuatro conjuntos de zapatas de oruga, cada una de 3,8 metros (12 pies) de ancho. La gran área de superficie de la excavadora supone que la presión que ejerce sobre el suelo es muy pequeña (17,1 N/cm²), lo que permite a la excavadora moverse sobre grava, tierra e incluso hierba sin dejar una marca significativa. Tiene un radio de giro mínimo de aproximadamente 100 m, y puede salvar una pendiente máxima de 1:18. La propia cabeza de excavación es de ø21,6 m y tiene 18 cubos, cada uno de 6,6 m³ (8,6 yd³) de sobrecarga.
En febrero de 2001, la excavadora había expuesto completamente la fuente de carbón en la mina Tagebau y ya no se necesitaba allí. En tres semanas hizo un viaje de 22 km (14 millas) a la Tagebau Garzweiler, viajando a través de la Autobahn 61, el río Erft, una línea de ferrocarril y varias carreteras. La medida costó casi 15 000 000 de marcos alemanes y requirió un equipo de setenta trabajadores. Se cruzaron los ríos mediante la colocación de grandes tubos de acero para que el agua fluyera a través y para que presentasen una superficie lisa sobre las tuberías se echaron rocas y grava. Además se sembró hierba especial para suavizar su paso sobre terreno valioso. Mover la Bagger 288 en una sola pieza era más económico que desmontar la excavadora y transportarla pieza por pieza.